# Vlag van Rauwerderhem

Vlag van de gemeente Rauwerderhem
(1971-1984)

De vlag van Rauwerderhem is op 20 februari 1964 bij raadsbesluit vastgesteld als de gemeentelijke vlag van de Friese gemeente Rauwerderhem (Fries: Raarderhim). De vlag wordt als volgt beschreven:
Drie banen van gelijke hoogte van rood, wit en rood, met over het geheel op 1/3 vanaf de broeking twee gele gekruiste sleutels, de baarden omhoog en toegewend.
Het vlagbeeld komt overeen met het gemeentewapen.
Per 1 januari 1984 is de gemeente Rauwerderhem opgegaan in de nieuwe gemeente Boornsterhem. De gemeentevlag van Rauwerderhem is hierdoor komen te vervallen. Op 1 januari 2019 is Boornsterhem opgeheven en de dorpen zijn verdeeld over vier verschillende gemeenten.

## Verwante afbeelding

Het wapen van Rauwerderhem

Aengwirden 
· Baarderadeel 
· Barradeel 
· het Bildt 
· Bolsward 
· Boornsterhem 
· Dokkum 
· Dongeradeel 
· Doniawerstal 
· Ferwerderadeel 
· Franeker 
· Franekeradeel 
· Gaasterland 
· Gaasterland-Sloten 
· Haskerland 
· Hemelumer Oldeferd 
· Hennaarderadeel 
· Hindeloopen 
· Idaarderadeel 
· IJlst 
· Kollumerland en Nieuwkruisland 
· Leeuwarderadeel 
· Lemsterland 
· Littenseradeel 
· Menaldumadeel 
· Nijefurd 
· Oostdongeradeel 
· Rauwerderhem 
· Schoterland 
· Skarsterlân 
· Sloten 
· Sneek 
· Stavoren 
· Terschelling en Vlieland 
· Utingeradeel 
· Westdongeradeel 
· Wonseradeel 
· Workum 
· Wymbritseradeel